# Hallgeir Kvadsheim
Hallgeir Kvadsheim, född 29 juni 1970 i Hå kommun i Rogaland fylke, är en norsk civilekonom, skribent, föreläsare, beteendeekonom, och ekonomisk rådgivare. Han medverkar bland annat i TV-programmet Luksusfellen på norska TV3, vilket är den norska motsvarigheten till Lyxfällan i Sverige. Han är också skribent, för bland annat den norska tidskriften Dine Penger.
Kvadsheim har gett ut två stycken böcker, vid namn Spar skatt och Din økonomi, som handlar om personlig ekonomi. Han arbetade fram till år 2012 på norska Dagbladet, där han hade hand om just personlig ekonomi.
Kvadsheim är utbildad civilekonom, via Norges handelshøyskole i Bergen år 1994. Han är gift och har tre barn. Hans mor, Alfhild Nærland, var norsk mästare i spjutkastning, mellan åren 1952 och 1956.